# Albert Rivera
Albert Rivera, właśc. Alberto Carlos Rivera Díaz (ur. 15 listopada 1979 w Barcelonie) – hiszpański i kataloński polityk, przewodniczący Obywateli – Partii Obywatelskiej od powstania tej partii do 2019, kandydat na urząd prezydenta Generalitat de Catalunya, poseł do parlamentu Katalonii w latach 2006–2015 oraz do Kongresu Deputowanych w latach 2015–2019.

## Życiorys
W młodości trenował pływanie i piłkę wodną. Uzyskał licencjat i magisterium z zakresu prawa na uczelni ESADE afiliowanej przy Universidad Ramon Llull w Barcelonie. W ramach programu Erasmus przez rok studiował na Uniwersytecie Helsińskim. Od 2002 do 2006 pracował w dziale prawnym instytucji bankowej La Caixa.
W 2005 i 2006 brał udział redagowaniu dwóch manifestów, których autorzy zarzucali skostniałość katalońskiej polityki, alienację partii politycznych od obywateli, a także protestowali przeciwko nacjonalizmowi katalońskiemu i polityce opierającej się o kryteria etniczne. W lipcu 2006 został powołany na przewodniczącego Obywatele – Partia Obywatelska, nowo utworzonego ugrupowania zainicjowanego przez autorów tych manifestów. Zrezygnował wówczas z aktywności zawodowej. W wyborach w tym samym roku był po raz pierwszy kandydatem na urząd prezydenta Generalitat de Catalunya. Jego ugrupowanie uzyskało wówczas ponad 3% głosów, a Albert Rivera wszedł do parlamentu Katalonii z okręgu Barcelona. Ponownie o stanowisko przewodniczącego rządu regionalnego ubiegał się bezskutecznie w 2010 i 2012, utrzymywał natomiast do 2015 mandat poselski.
W międzyczasie kierowana przez niego partia rozwinęła się w ugrupowanie działające w całej Hiszpanii. W wyborach parlamentarnych w 2015 poparło ją prawie 14% głosujących, co przełożyło się na 40 mandatów w Kongresie Deputowanych. W przedterminowym głosowaniu w kolejnym roku otrzymała ponad 13% głosów i 32 miejsca w niższej izbie Kortezów Generalnych. Albert Rivera w tych wyborach dwukrotnie był wybierany na deputowanego.
W przedterminowych wyborach w kwietniu 2019 utrzymał mandat poselski, a jego partia zwiększyła swoją reprezentację do 57 deputowanych (przy poparciu blisko 16%). W związku z niepowołaniem nowego rządu w listopadzie 2019 odbyły się nowe wybory. W głosowaniu jego partia poniosła porażkę, otrzymując 6,8% głosów i tracąc 47 z 57 miejsc w Kongresie Deputowanych. Albert Rivera utrzymał mandat poselski, jednak następnego dnia po wyborach ogłosił swoje odejście z funkcji przewodniczącego partii, zrzeczenie się mandatu i rezygnację z aktywności politycznej.